# Palais de la musique (Valence)

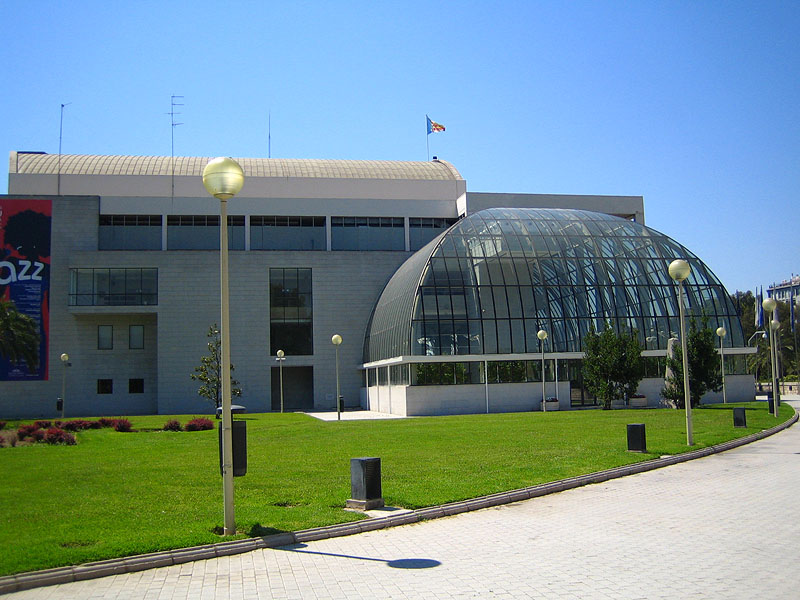
Vue latérale du Palau de la Música depuis le Passeig de l'Albereda.

Le Palais de la musique (Palau de la Música, en valencien) est un bâtiment de Valence située dans le lit de l'ancienne rivière Turia. Le Palau (comme il est populairement connu) contient plusieurs salles pour des auditions, des conférences, des expositions, des spectacles et des projections de films et d'autres activités.

## Historique

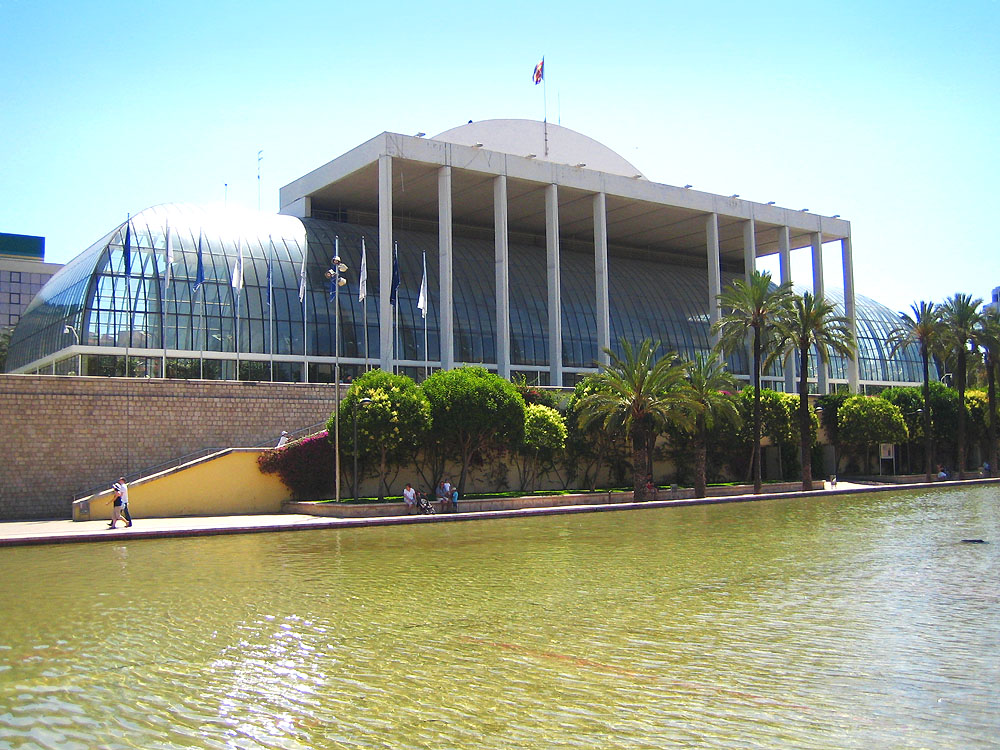
Vue depuis les Jardins du Turia.

Depuis son ouverture le 25 avril 1987, le Palais est devenu le centre musical le plus important de Valence. Aujourd'hui, le palais abrite l'orchestre de Valence. En outre, l'acoustique du Palau, en particulier celle de sa salle Iturbi (la plus importante de l'auditoire), a été saluée par de nombreux musiciens qui s'y sont produits.

## Le bâtiment
Le bâtiment, conçu par José María de Paredes, prix national d'architecture, possède deux façades. Une qui donne sur les jardins du Turia, est couverte d'une voûte de verre qui transforme le hall du Palais en une serre d'orangers. Celle de l'arrière, mais formant l'entrée actuelle pour le public, donne sur le Passeig de l'Albereda. Grâce à un agrandissement postérieur, il y a une troisième partie souterraine, qui dispose de plusieurs salles de répétition, de vestiaires, d'enregistrement, et également un nouvel espace pour des expositions.

## Politique du Palau
Sous la direction de María Beneyto Irene, le Palau a fait des campagnes pour apporter la culture musicale aux jeunes et aux citoyens en général. Mais le Palau a également fait l'objet de controverses: le 22 juillet 2005, le Collectif des Chanteurs en valencien Ovide Montllor a manifesté, s'enfermant dans le Palau de la Música en signe de protestation, car il n'avait eu aucun concert avec un artiste de Valence ou avec un groupe de langue valencienne.

## Source de la traduction
- (ca) Cet article est partiellement ou en totalité issu de l’article de Wikipédia en catalan intitulé « Palau de la Música de València » (voir la liste des auteurs).